# Spurius Carvilius Maximus Ruga
Spurius Carvilius Maximus Ruga est un homme politique de la République romaine. 
Il est en 234 av. J.-C. consul de la Rome antique. Il est le chef de la cinquième expédition envoyée par le Sénat en Corse, mais il est mis en difficulté par une tempête.
En 233 av. J.-C., il oblige tous les navires carthaginois à quitter les îles de la Méditerranée (Corse, Sardaigne), puisque dorénavant elles appartiennent aux Romains.
En 232 av. J.-C., c'est Cristinus qui donne la victoire à son consul par sa vaillance sur les Corses.
En 235 ou 231 av. J.-C. Spurius Carvilius divorce de sa femme, en raison de l'impossibilité physique de procréer de son épouse ; c'est le premier cas de divorce attesté à Rome,.
En 228 av. J.-C., il est consul pour la seconde fois.